# Franco Casiean
Franco Luigi Casiean (Bucarest, 16 giugno 1986) è un ex multiplista rumeno naturalizzato italiano, che ha rappresentato l’Italia in due edizioni della Coppa Europa di specialità nel decathlon ed è stato finalista, sempre nelle dieci prove, ai Mondiali juniores di Grosseto 2004.

## Biografia
È cresciuto atleticamente in Romania a Craiova con lo zio Sorin Matei (altista pluriolimpico e primatista romeno anche indoor) e sua moglie Cristieana Cojocaru (medaglia di bronzo olimpica nei 400 metri ostacoli).
Ha iniziato ad essere un atleta professionista già in Romania nel biennio 2000-2001. Quindi nel 2002 si è trasferito in Italia con la madre ed è stato tesserato per la Toscana Atletica di Sesto Fiorentino all’età di 16 anni (categoria Allievi), nel marzo del 2004 ha acquisito la cittadinanza italiana e dal 2006 ha ottenuto il doppio tesseramento con i Carabinieri.
Nel corso della carriera è stato allenato da Fabrizio Rovini, Riccardo Calcini e Renzo Avogaro.
Nel settembre del 2003 a Cesenatico si laurea vicecampione allievi nei 110 metri ostacoli ai campionati italiani under 18 (quarto con la staffetta 4x100 metri).
Il 30 maggio del 2004 vince il titolo italiano juniores nel decathlon a Biella ed il mese seguente ottiene il bronzo nel salto in lungo ai nazionali under 20; a metà del mese di luglio 2004, proprio in Italia, prende parte ai Mondiali juniores di Grosseto dove però non conclude le dieci fatiche del decathlon.
Nel corso del 2005 è stato alla prese con problemi fisici.
Un infortunio ha fortemente condizionato la stagione sportiva 2007.
Il 27 gennaio del 2008 vince ad Ancona il suo primo titolo italiano assoluto nell’eptathlon (laureandosi quindi anche campione promesse) ai nazionali di prove multiple indoor.
Il 17 febbraio al Meeting di Magglingen in Svizzera stabilendo il nuovo record personale nell’eptathlon indoor con 5.537 punti, ha siglato anche il nuovo record italiano promesse.
Il 1º giugno a Latina si laurea campione italiano promesse nel decathlon.
Il 29 giugno ha debuttato in Nazionale assoluta nella First League della Coppa Europa di prove multiple tenutasi in Finlandia a Jyväskylä, terminando la due giorni delle prove del decathlon in tredicesima posizione (miglior piazzamento tra i multiplisti italiani presenti in terra finlandese) e sesto nella classifica a squadre.
A Firenze il 19 aprile del 2009 realizza il nuovo primato personale nel decathlon con 7.312 punti.
Il 28 giugno a Saragozza in Spagna nella First League della Coppa Europa di specialità termina al venticinquesimo posto nel decathlon ed al quinto nella classifica a squadre.
Il 30 gennaio del 2011 ad Ancona si laurea per la seconda volta campione nazionale assoluto indoor nell’eptathlon.
Il 28 gennaio del 2012 dopo essere diventato per la terza volta campione italiano assoluto indoor nell’eptathlon ad Ancona, si è ritirato.
In ambito giovanile italiano, oltre che detenere due record nazionali (under 23 nell’eptathlon indoor con 5.537 punti ed allievi nell’octathlon con 5.223 punti), è anche il terzo italiano juniores nel decathlon (7.037 punti).
Nell’arco della sua carriera italiana da multiplista, ha chiuso numerose stagioni nella top ten nazionale: nell’eptathlon indoor è stato primo nel triennio in cui ha fatto tripletta di titoli assoluti di specialità al coperto (2008-‘11-‘12) e poi è stato settimo in un biennio (2007, ‘10); invece nel decathlon è stato terzo (2009), quarto (2008), sesto (2007), ottavo (2004), nono (2010) e decimo (2006).

## Record nazionali
Record nazionali italiani

### Promesse
- Eptathlon indoor: 5.537 punti ( Magglingen, 17 febbraio 2008)
(60 m, Lungo, Peso, Alto - 60 m hs, Asta, 1000 m)
(7”15, 6,99 m, 12,40 m, 2,07 m - 8”31, 4,60 m, 2’56”24)[5]

### Allievi
- Octathlon: 5.223 punti ( Bressanone, 4 luglio 2003)
(100 m, Lungo, Giavellotto/0,8 kg, Alto - 110 m hs/0,91 m, Disco/1,5 kg, Asta, 1000 m)
(11”20, 6,26 m, 41,77 m, 1,85 m - 14,97 m, 35,48 m, 3,60 m, 3’06”58)[10]

## Record personali

### Prestazioni nelle prove delle gare dei records
Dettagli del record
nel decathlon
| Prova                  | Prestazione (Punti) |
| ---------------------- | ------------------- |
| 100 metri              | 10”96 (870 p.)      |
| Salto in lungo         | 7,12 m (842 p.)     |
| Getto del peso         | 12,71 m (650 p.)    |
| Salto in alto          | 2,00 m (803 p.)     |
| 400 metri              | 53”12 (676 p.)      |
| 110 metri ostacoli     | 15”11 (836 p.)      |
| Lancio del disco       | 39,88 m (662 p.)    |
| Salto con l'asta       | 4,70 m (819 p.)     |
| Lancio del giavellotto | 50,50 m (596 p.)    |
| 1500 metri             | 5’00”25 (558 p.)    |
| Punteggio totale       | 7.312 p.            |

Dettagli del record
nell'eptathlon indoor
| Prova             | Prestazione (Punti) |
| ----------------- | ------------------- |
| 60 metri          | 7”12 (830 p.)       |
| Salto in lungo    | 6,99 m (811 p.)     |
| Getto del peso    | 12,40 m (631 p.)    |
| Salto in alto     | 2,07 m (868 p.)     |
| 60 metri ostacoli | 8”31 (905 p.)       |
| Salto con l'asta  | 4,60 m (790 p.)     |
| 1000 metri        | 2’56”24 (702 p.)    |
| Punteggio totale  | 5.537 p.            |

## Progressione

### Decathlon
| Stagione | Punteggio | Luogo      | Data       | Rank. Mond. |
| -------- | --------- | ---------- | ---------- | ----------- |
| 2011     | 5.740 p.  | Formia     | 31-7-2011  | -           |
| 2010     | 6.564 p.  | Bressanone | 18-7-2010  | -           |
| 2009     | 7.312 p.  | Firenze    | 19-4-2009  | -           |
| 2008     | 7.211 p.  | Firenze    | 26-4-2008  | -           |
| 2007     | 6.988 p.  | Firenze    | 28-10-2007 | -           |
| 2006     | 6.373 p.  | Modena     | 7-5-2006   | -           |
| 2004     | 7.037 p.  | Roma       | 12-9-2004  | -           |

### Eptathlon indoor
| Stagione | Punteggio | Luogo      | Data      | Rank. Mond. |
| -------- | --------- | ---------- | --------- | ----------- |
| 2012     | 5.220 p.  | Ancona     | 28-1-2012 | -           |
| 2011     | 5.463 p.  | Ancona     | 30-1-2011 | -           |
| 2010     | 4.601 p.  | Ancona     | 31-1-2010 | -           |
| 2008     | 5.537 p.  | Magglingen | 17-2-2008 | -           |
| 2007     | 5.100 p.  | Firenze    | 14-1-2007 | -           |

## Palmarès
| Anno | Manifestazione    | Sede     | Evento    | Risultato | Punteggio | Note   |
| ---- | ----------------- | -------- | --------- | --------- | --------- | ------ |
| 2004 | Mondiali juniores | Grosseto | Decathlon | Finale    | dnf       | [ 11 ] |

## Campionati nazionali
- 3 volte campione assoluto indoor nell’eptathlon (2008, 2011, 2012)
- 1 volta campione promesse nel decathlon (2008)
- 1 volta campione promesse indoor nell’eptathlon (2008)
- 1 volta campione juniores nel decathlon (2004)

2003
- Argento ai Campionati italiani allievi e allieve, (Cesenatico), 110 m hs - 14”83[12][13]
- 4º ai Campionati italiani allievi e allieve, (Cesenatico), 4x100 m - 44”48[14]

2004
- Oro ai Campionati italiani juniores e promesse di prove multiple, (Biella), Decathlon - 6.959 p.[3]
- Bronzo ai Campionati italiani juniores e promesse, (Rieti), Salto in lungo - 7,22 m[15]

2005
- In finale ai Campionati italiani assoluti di prove multiple, (Forlì), Decathlon - dnf[3]

2007
- In finale ai Campionati italiani di prove multiple indoor, (Ancona), Eptathlon - dnf (assoluti e promesse)[16]
- 13º al Campionato italiano juniores e promesse di prove multiple, (Rieti), Decathlon - 3.057 p.[17]
- 7º ai Campionati italiani assoluti di prove multiple, (Padova), Decathlon - 6.583 p.[18]

2008
- Oro ai Campionati italiani di prove multiple indoor, (Ancona), Eptathlon - 5.404 p. (assoluti)[19]
- Oro ai Campionati italiani di prove multiple indoor, (Ancona), Eptathlon - 5.404 p. (promesse)[19]
- 7º ai Campionati italiani allievi-juniores-promesse indoor, (Ancona), Salto con l’asta - 4,50 m[20]
- In batteria ai Campionati italiani assoluti indoor, (Genova), 60 m hs - 8”31[21]
- Oro ai Campionati italiani juniores e promesse di prove multiple, (Latina), Decathlon - 7.102 p.[3]

2010
- 6º ai Campionati italiani di prove multiple indoor, (Ancona), Eptathlon - 4.601 p. [22]
- 9º ai Campionati italiani assoluti indoor, (Ancona), Salto in lungo - 7,16 m[23]
- 10º ai Campionati italiani assoluti, (Grosseto), Salto in lungo - 7,04 m[24]
- 7º ai Campionati italiani assoluti di prove multiple, (Bressanone), Decathlon - 6.564 p. [25]

2011
- Oro ai Campionati italiani di prove multiple indoor, (Ancona), Eptathlon - 5.463 p. [26]
- 11º ai Campionati italiani assoluti indoor, (Ancona), Salto in lungo - 7,11 m[27]
- 9º ai Campionati italiani assoluti, (Torino), Salto con l’asta - 5,00 m[28]
- 9º ai Campionati italiani assoluti di prove multiple, (Formia), Decathlon - 5.740 p. [29]

2012
- Oro ai Campionati italiani di prove multiple indoor, (Ancona), Eptathlon - 5.220 p. [30]

## Altre competizioni internazionali
2004
- 5º nell’Incontro internazionale under 20, ( Isernia), Salto in lungo - 7,02 m[11]

2007
- 20º nel XX Multistars, ( Desenzano del Garda), Decathlon - 6.413 p.[31]

2008
- 2º nel Meeting di Magglingen, ( Magglingen), Eptathlon - 5.537 p. [5]
- 22º nel XXI Multistars, ( Desenzano del Garda), Decathlon - 3.509 p.[32]
- 24º nel Meeting internazionale di Arles, ( Arles), Decathlon - 5.649 p.[33]
- 13º nella First League della Coppa Europa di prove multiple, ( Jyväskylä), Decathlon - 7.199 p.[34]
- 6º nella First League della Coppa Europa di prove multiple, ( Jyväskylä), Classifica a squadre - 21.394 p.[35]

2009
- 21º nel XXII Multistars, ( Desenzano del Garda), Decathlon - 4.991 p.[36]
- 25º nella First League della Coppa Europa di prove multiple, ( Saragozza), Decathlon - 5.899 p.[37]
- 5º nella First League della Coppa Europa di prove multiple, ( Saragozza), Classifica a squadre - 22.274 p.[38]